# Битолски надпис (1876)
Битолският надпис е възрожденски български надпис от 1876 година. Намира се на умишлено повредена мраморна плоча в гробищата на църквата „Рождество Богородично“, като споменава името на основния благодетел на църквата д-р Константин Мишайков. Надписът е ценен паметник за миналото на Битоля и Битолската българска община. Плочата е демонтирана и увредена от югославските власти.